# Semaeomyia magnus
Semaeomyia magnus är en stekelart som först beskrevs av Günther Enderlein 1905.  Semaeomyia magnus ingår i släktet Semaeomyia och familjen hungersteklar. Inga underarter finns listade i Catalogue of Life.